# 가고시마 본선
가고시마 본선 또는 카고시마 본선(일본어: 鹿児島本線:かごしまほんせん 카고시마혼센[*])은 후쿠오카현 기타큐슈시 모지구의 모지코역에서 고쿠라역, 하카타역, 구마모토역 등을 경유해서 구마모토현 야쓰시로시의 야쓰시로역까지와, 가고시마현 사쓰마센다이시의 센다이역부터 가고시마시의 가고시마역까지를 연결하는 큐슈여객철도(JR큐슈)의 간선 철도 노선이다. 이 외, 일본화물철도(JR 화물)의 노선으로서 가시이 역 - 후쿠오카 화물 터미널 역 간의 화물 지선을 가진다.

## 개요
규슈의 서안을 종관(縱貫)하는 중요 간선이며, 기타큐슈시, 후쿠오카시, 구마모토시 등의 도시를 연결하며, 가고시마 도시권의 수송도 담당한다. 기타큐슈 · 후쿠오카 도시권에는 쾌속 · 보통 열차가 많이 편성되어 있으며, 고쿠라 역 ~ 도스 역 간은 닛포 본선, 나가사키 본선 방면의 특급 열차도 많이 운행되고 있다. 이 외에도 일본화물철도의 화물 열차의 운행도 이루어지고 있다.
원래는 모지코 역 ~ 가고시마 역 간의 노선이었지만, 2004년 3월 13일 큐슈신칸센 가고시마 루트의 신야쓰시로 역 ~ 가고시마 중앙역의 개업과 동시에, 병행 재래선이었던 구간 중 이익이 낮았던 야쓰시로 역 - 센다이역 사이의 운행이 제3섹터 철도 회사인 히사쓰 오렌지 철도로 경영이 이관되었다. 그 결과 현재의 가고시마 본선은 앞에서 언급한 2구간으로 분리되는 형태가 되었다. 한편, 센다이역 ~ 가고시마 중앙역(구 니시카코기사 역) 구간과 2011년, 큐슈신칸센 가고시마 루트의 전구간 개통으로 병행 재래선이 된 하카타 역 ~ 신야쓰시로 역 ~ 야쓰시로 역 구간은 현재까지도 큐슈여객철도가 계속해서 경영하고 있다. 단, 특급 '릴레이 쓰바메'는 폐지되었고, '아리아케'는 새벽, 심야 시간대에만 운행되는 것으로 변경되어서, 보통열차 위주로 편성되어, 지역 내 단거리 수송이 주체가 되었다. 또한, 이것으로 많은 특급열차가 편성되어 다이어그램이 빡빡했던 하카타 역 ~ 도스 역 구간도 빡빡함이 완화되었다.

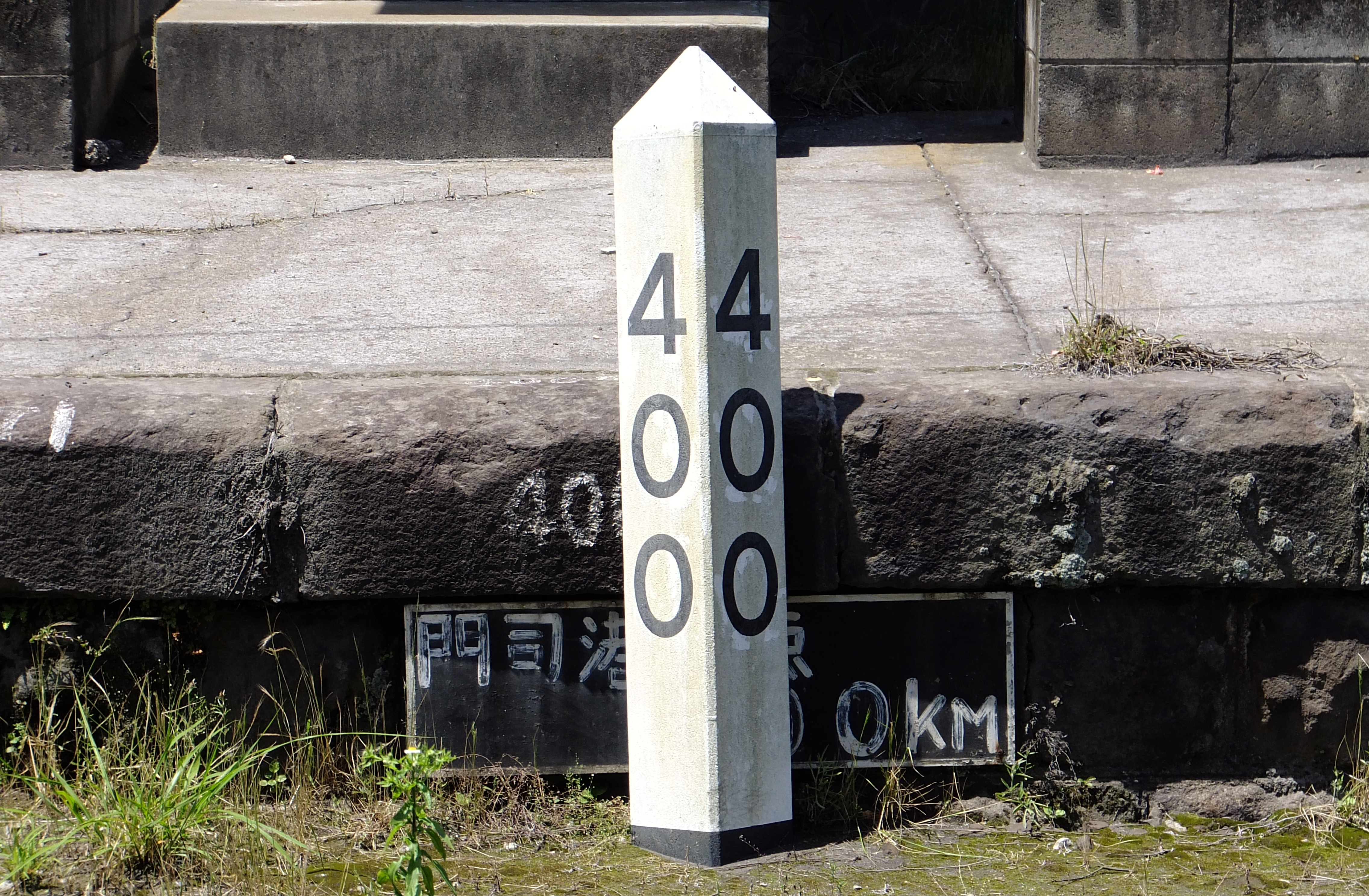
가고시마 역 구내에 있는 기점 400 km 지점표 (2013년 5월 5일 촬영)

상술했듯이 노선의 중간 일부분이 다른 회사로 이관된 형태이기 때문에, 히사쓰 오렌지 철도선과 센다이역 ~ 가고시마 역 구간의 지점표도 모지코 역 기점 거리가 표기되어 있다. 또한 가고시마 역 구내에는 모지코 역 기점 400km의 지점표가 있지만, 모지코 역 - 가고시마 역 간의 총 거리가 실제로 대략 400.0km였던 것은 1927년부터 1963년까지로, 1963년의 하카타 역 이전에 따른 경로 변경으로 0.5 km 단축되었으며, 1999년의 에다미쓰 역 - 야하타 역 간의 경로 변경으로, 더욱이 1 km 단축되어, 총 약 1.5 km 단축되어서, 현재 거리로는 2004년 3월에 이관되었던 히사쓰 오렌지 철도선 116.9km를 넣어도 모지코 - 가고시마 간의 총 거리는 398.5km이다.
모지코 역 - 도스 역 간은 여객 영업 규칙이 정한 '후쿠오카 근교 구간에 포함되어 있다. 또한, 전 구간이 IC 카드인 'SUGOCA'의 이용 가능 지역이다. 덧붙여, 모지코 역 - 하이누즈카 역 간의 모든 여객역 및 오무타 역에서는 후쿠오카 도시권 자기 승차카드인 '와이와이 카드'를 이용할 수 있다.

## 차량

### 특급 열차

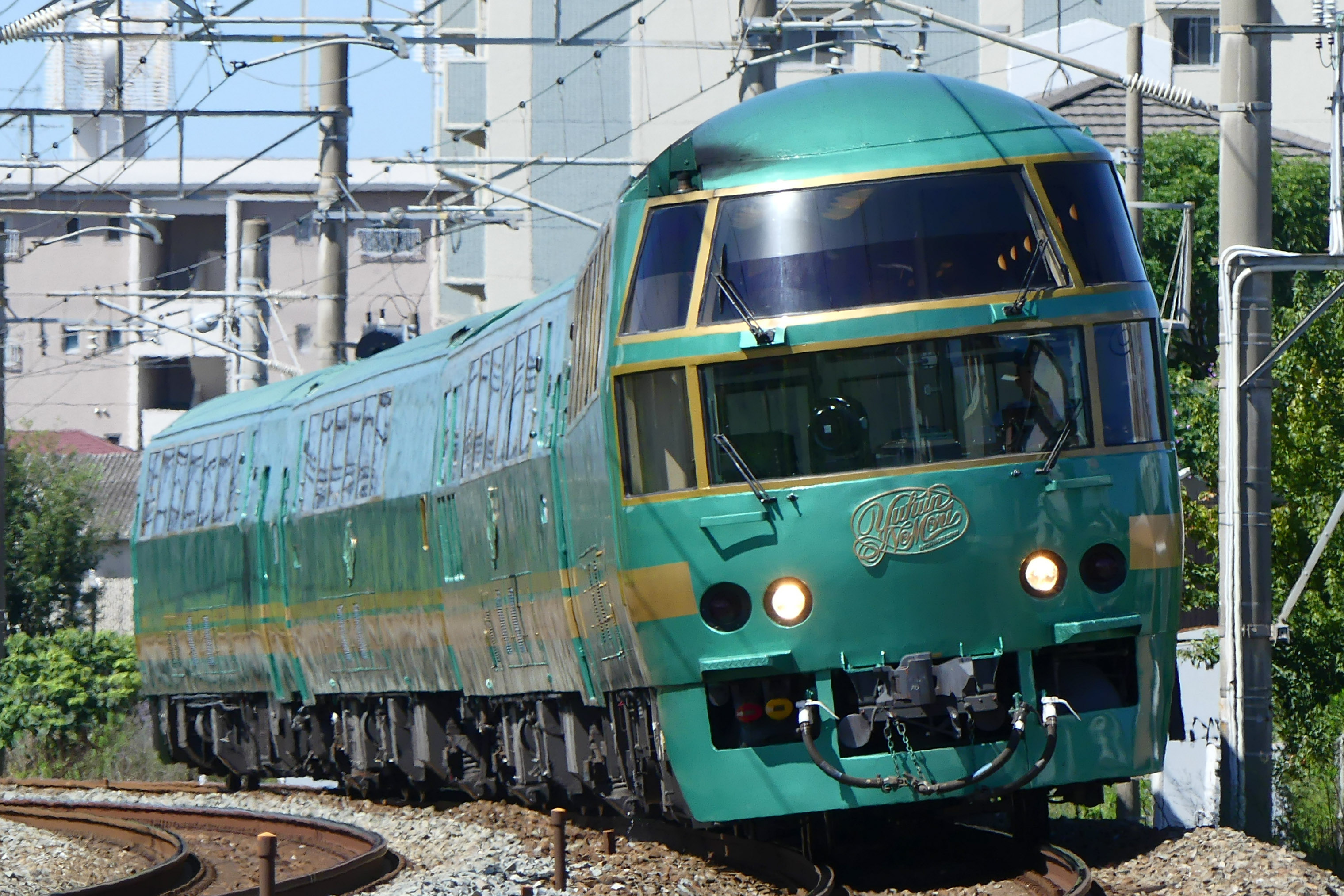
키하71계
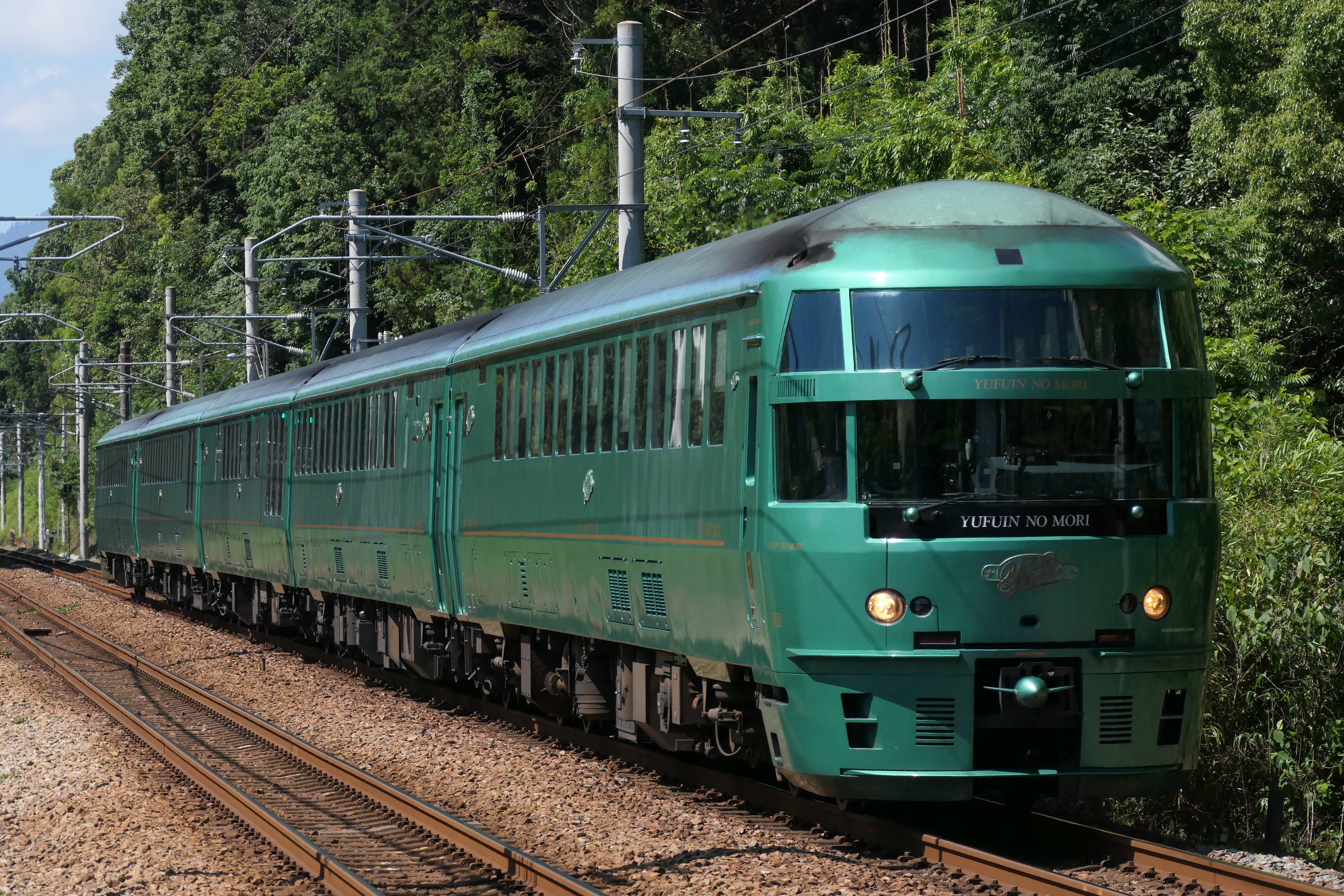
키하72계
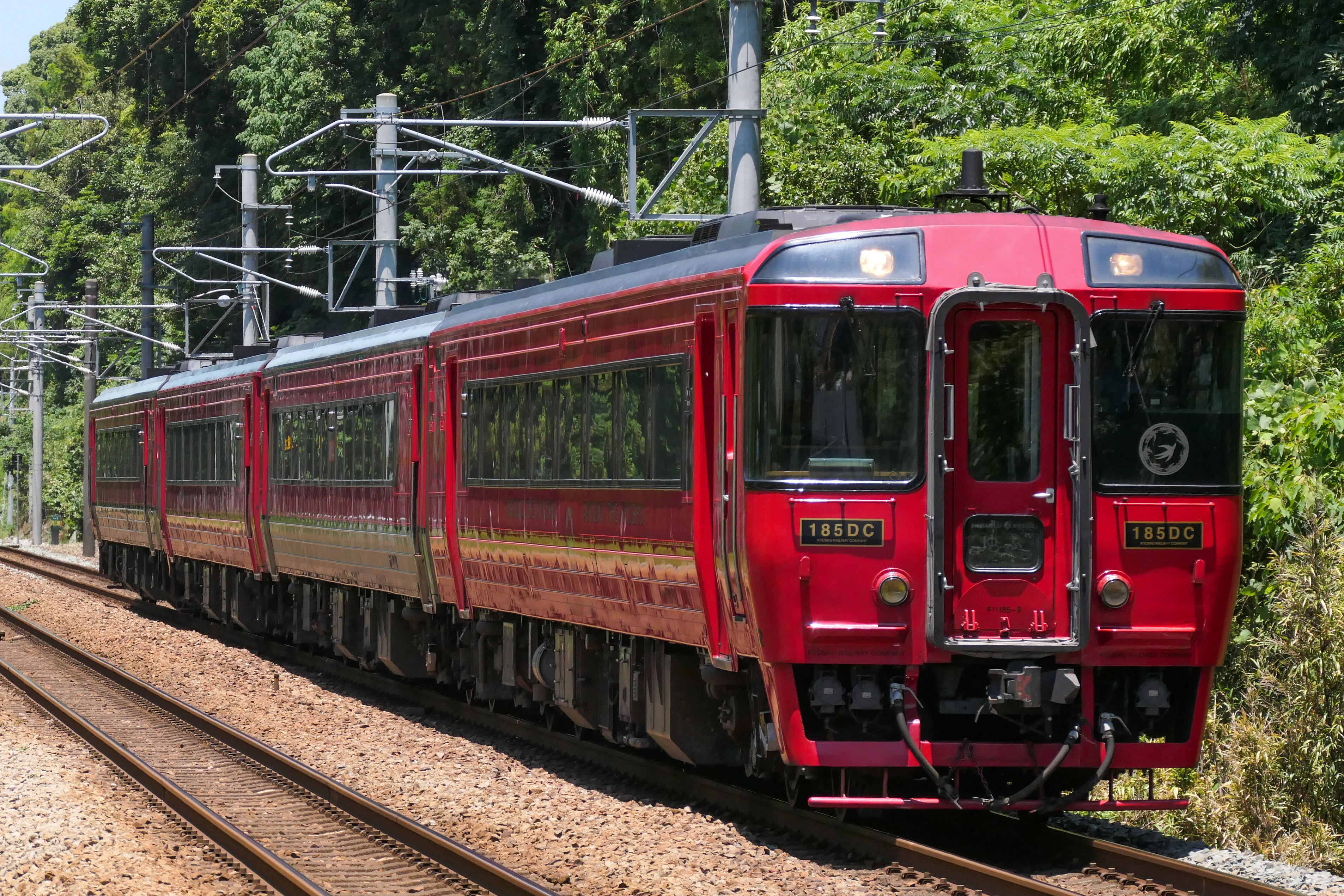
키하185계
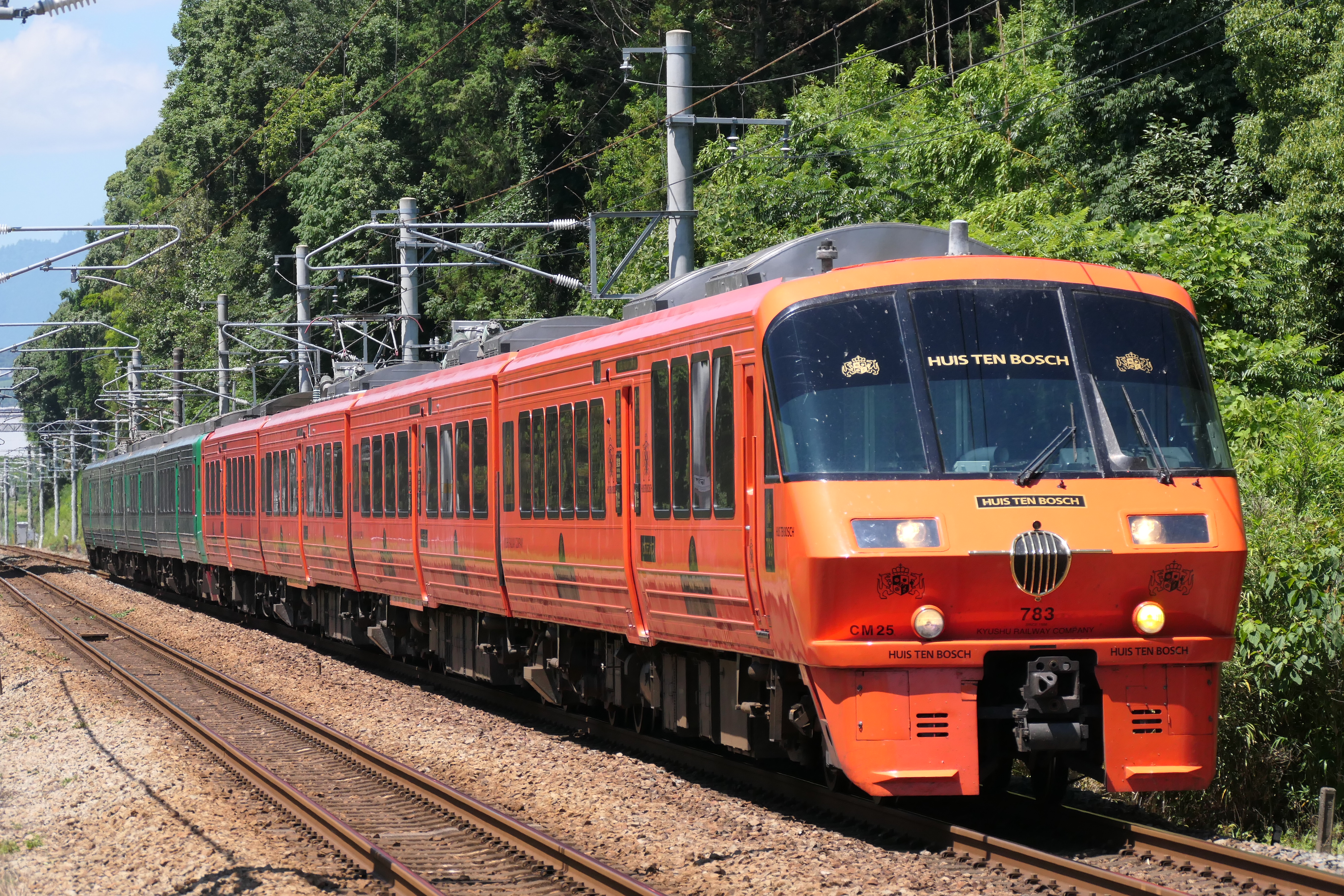
783계
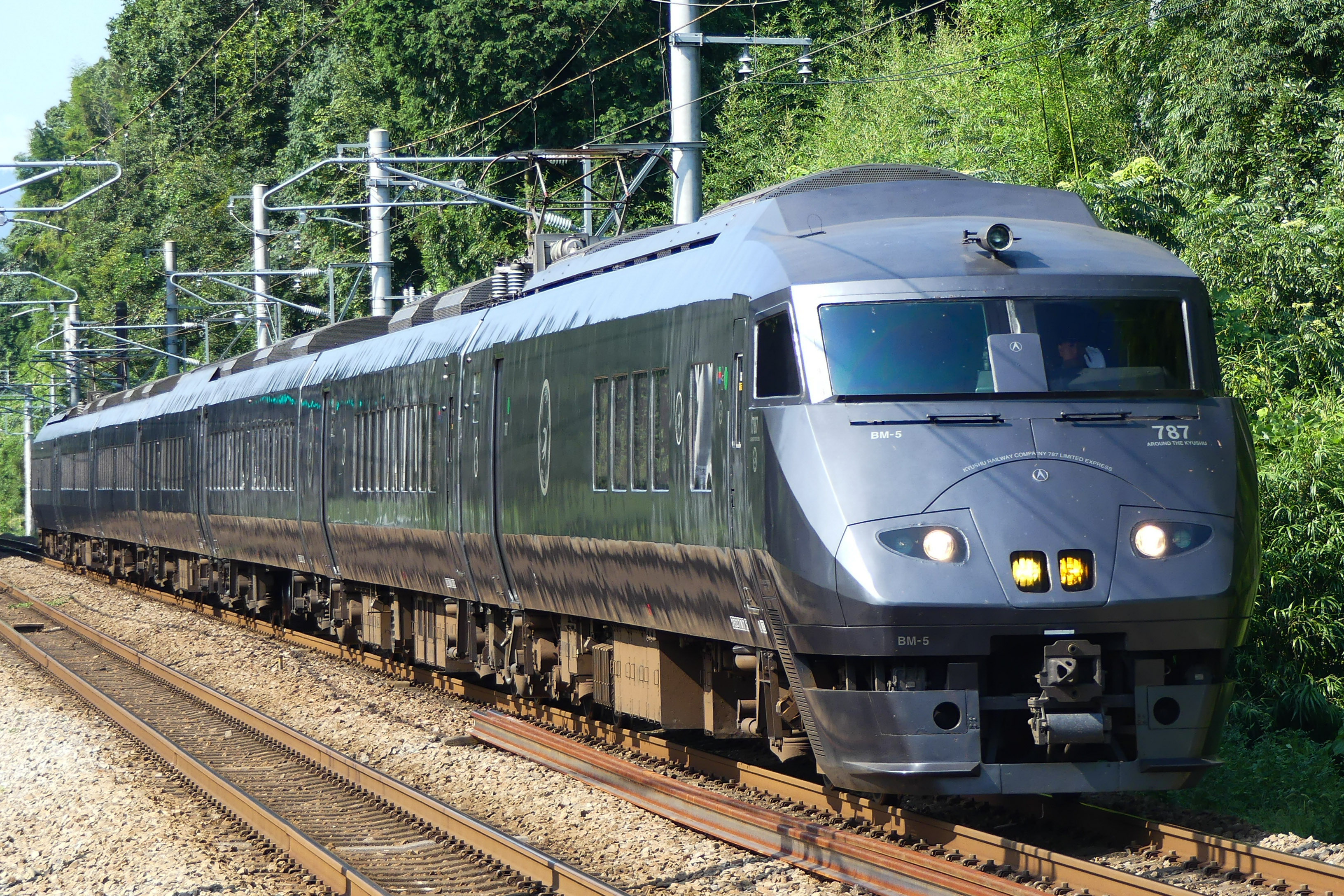
787계
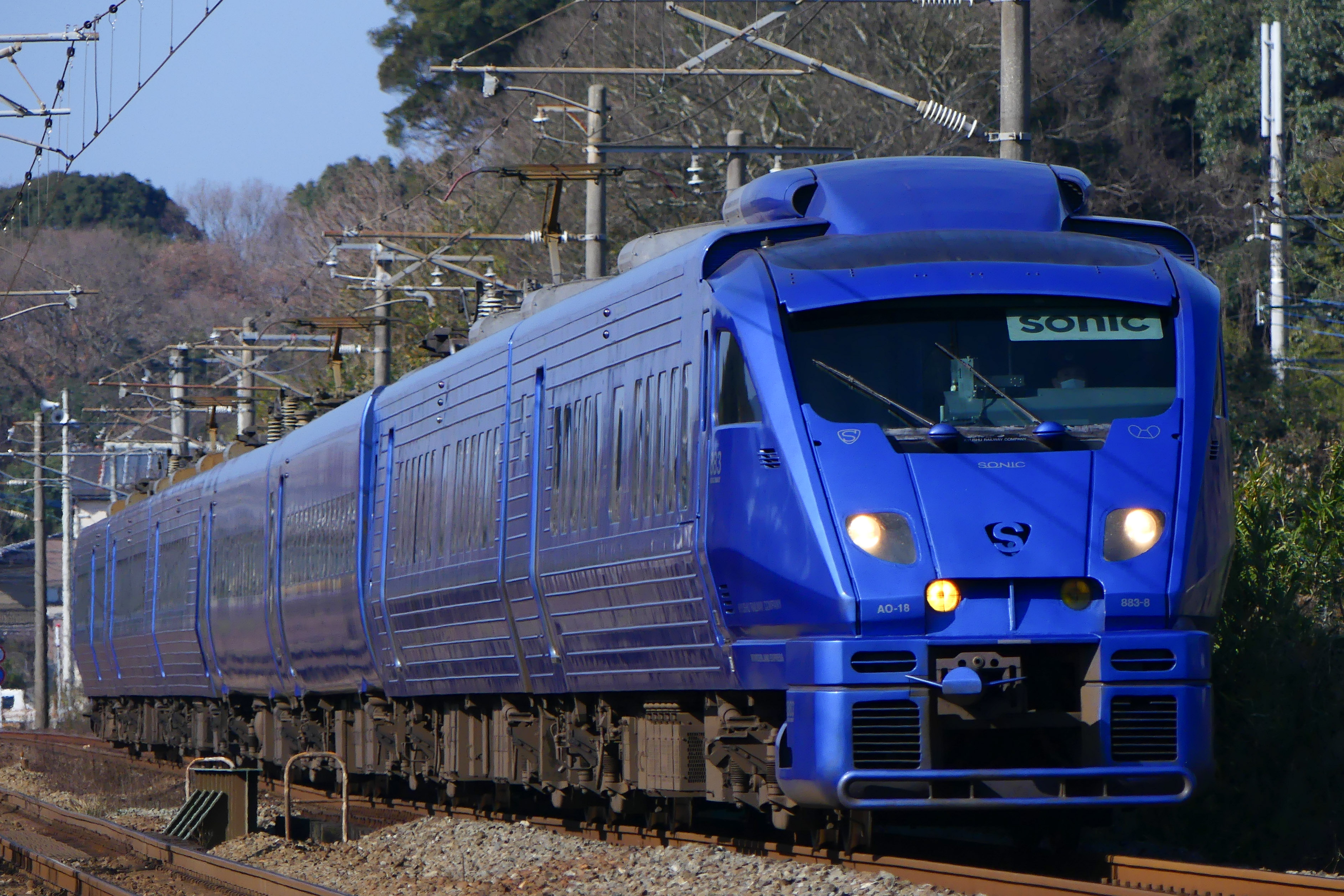
883계
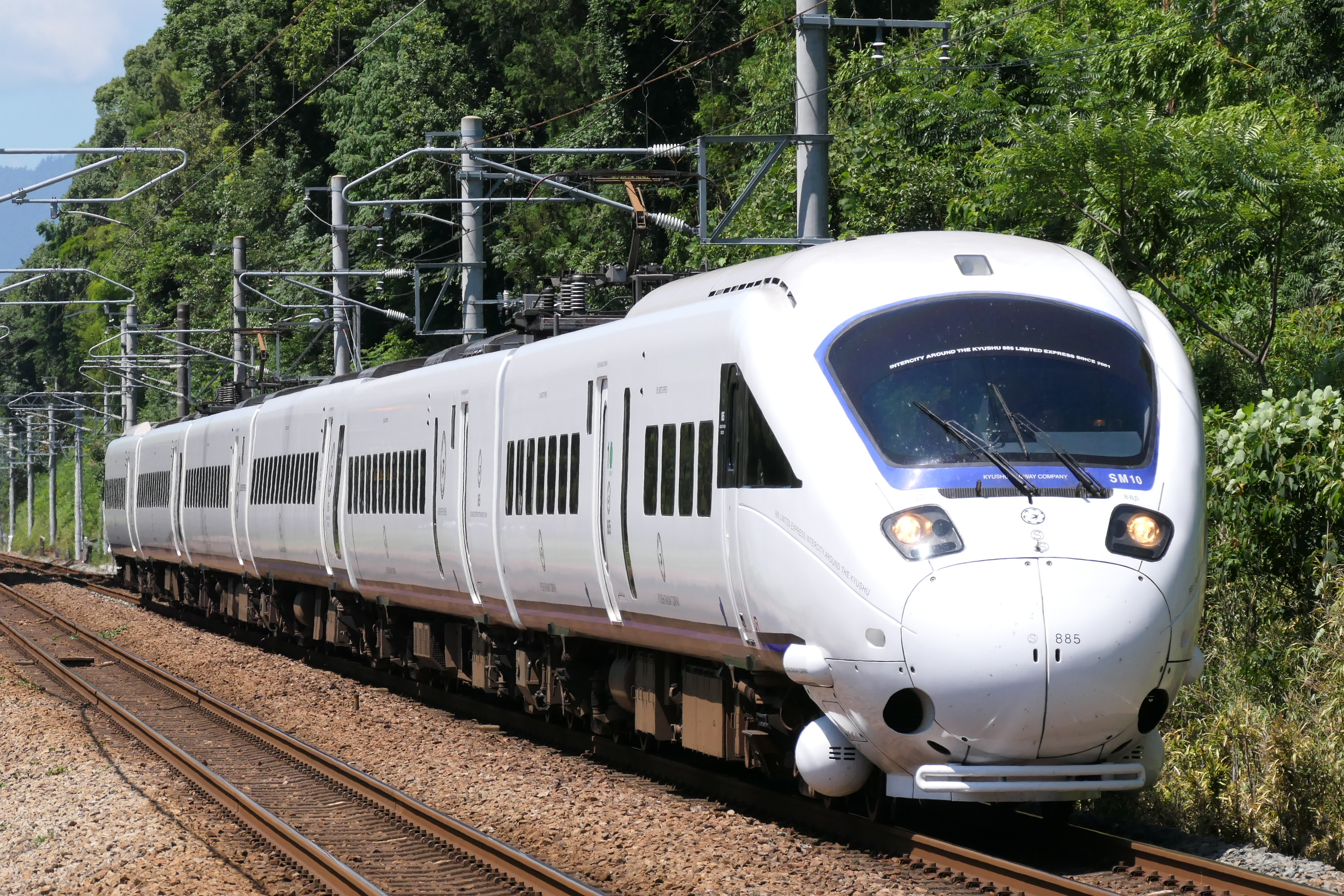
885계

- 키하71계
- 키하72계
- 키하185계
- 783계
- 787계
- 883계
- 885계

### 쾌속
- 8620형 증기 기관차 58654호기(SL 히토요시, 구마모토 ~ 야쓰시로)
- 히사쓰 오렌지 철도 HSOR-100형(쾌속 슈퍼 오렌지, 쾌속 오션라이너 사쓰마)

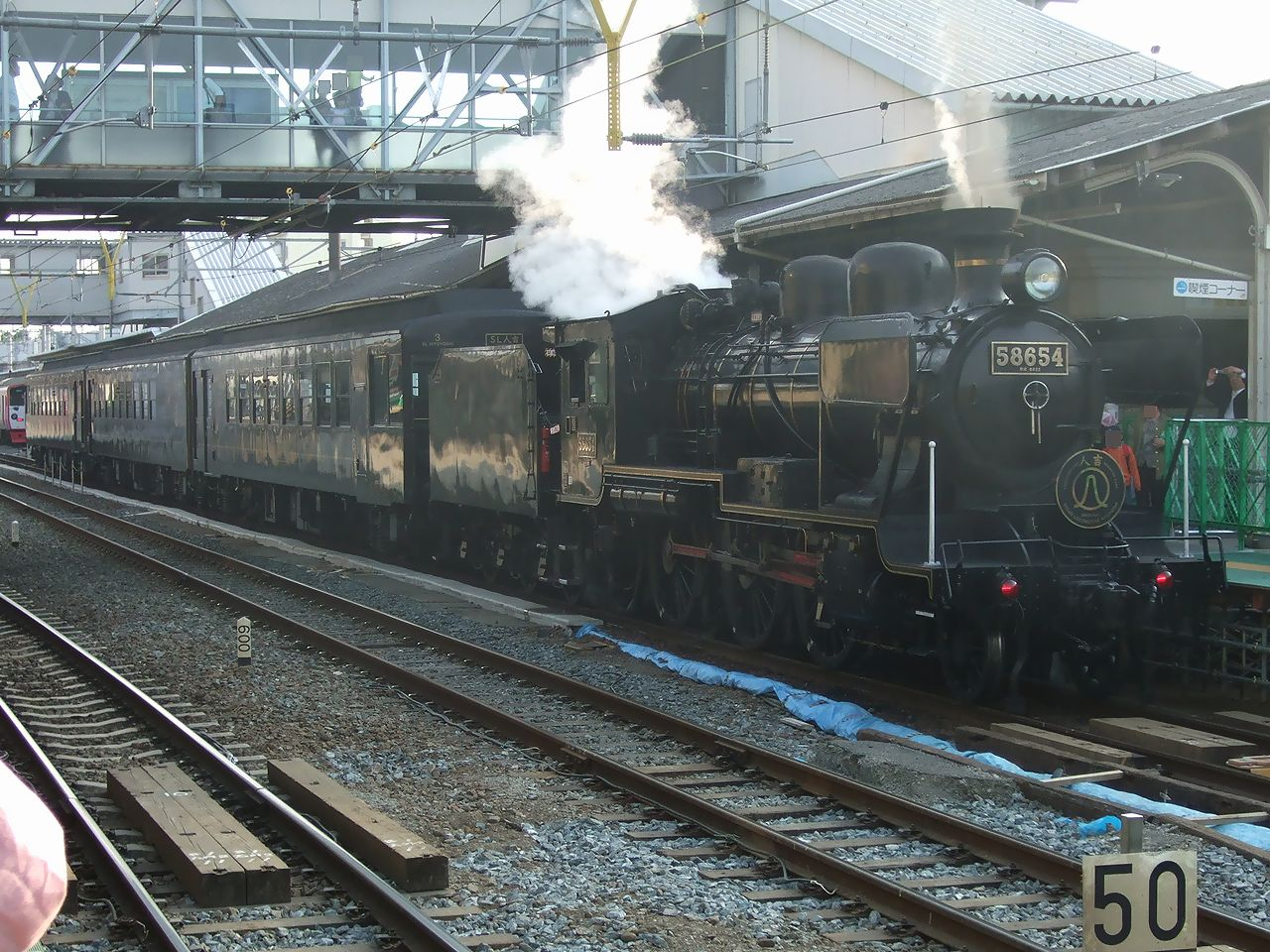
58654
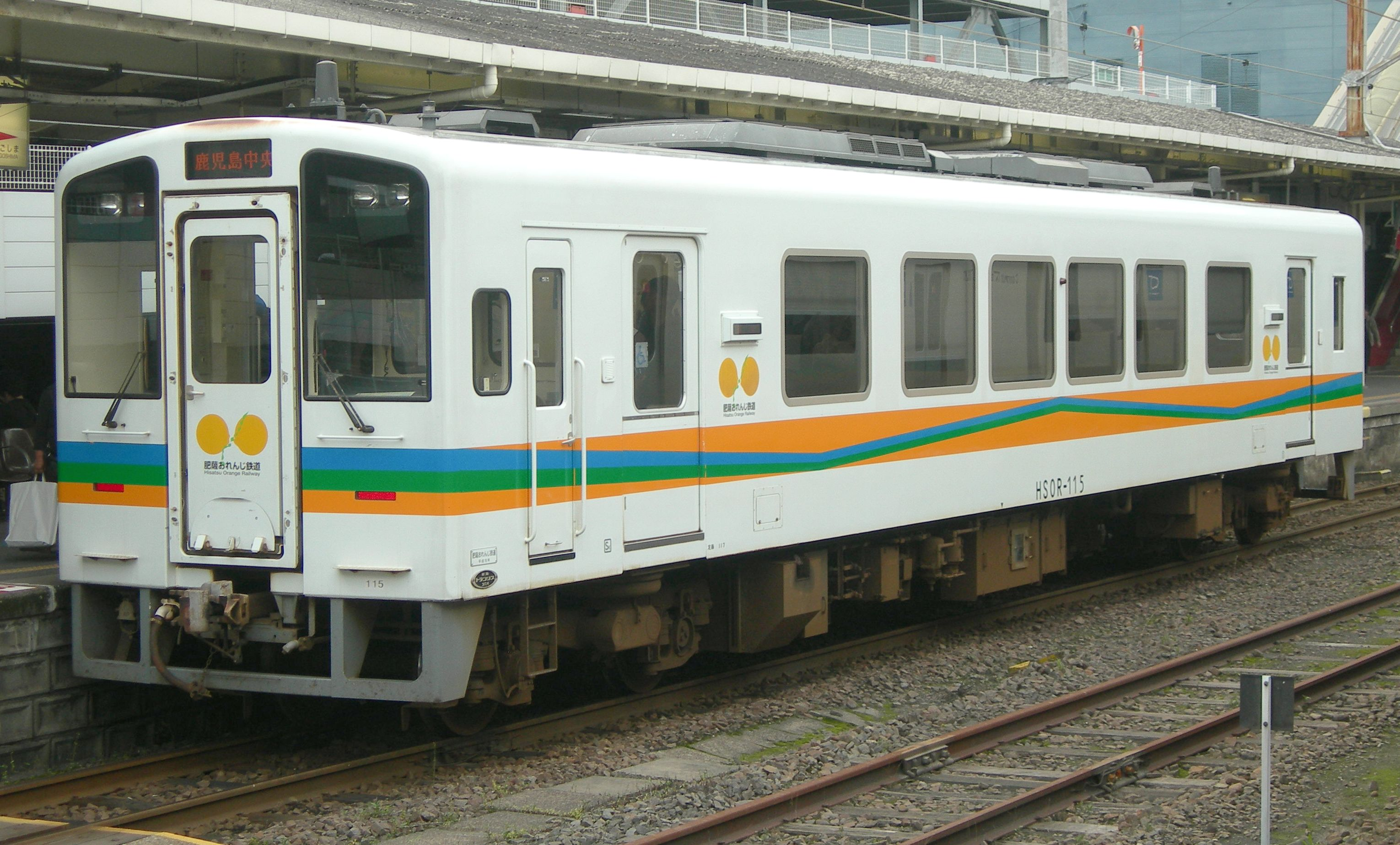
히사쓰 오렌지 철도 HSOR-100형

### 일반 열차

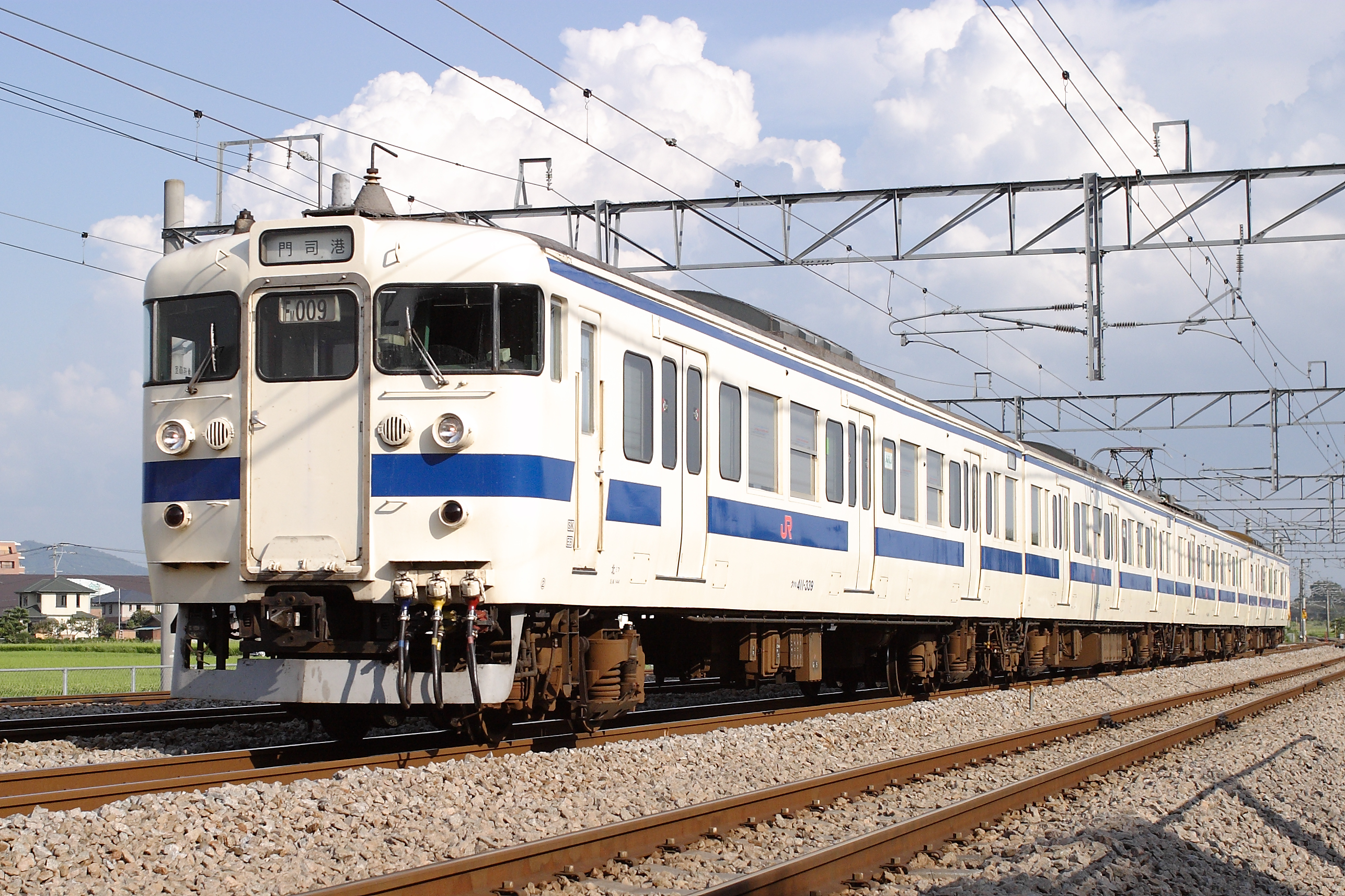
415계
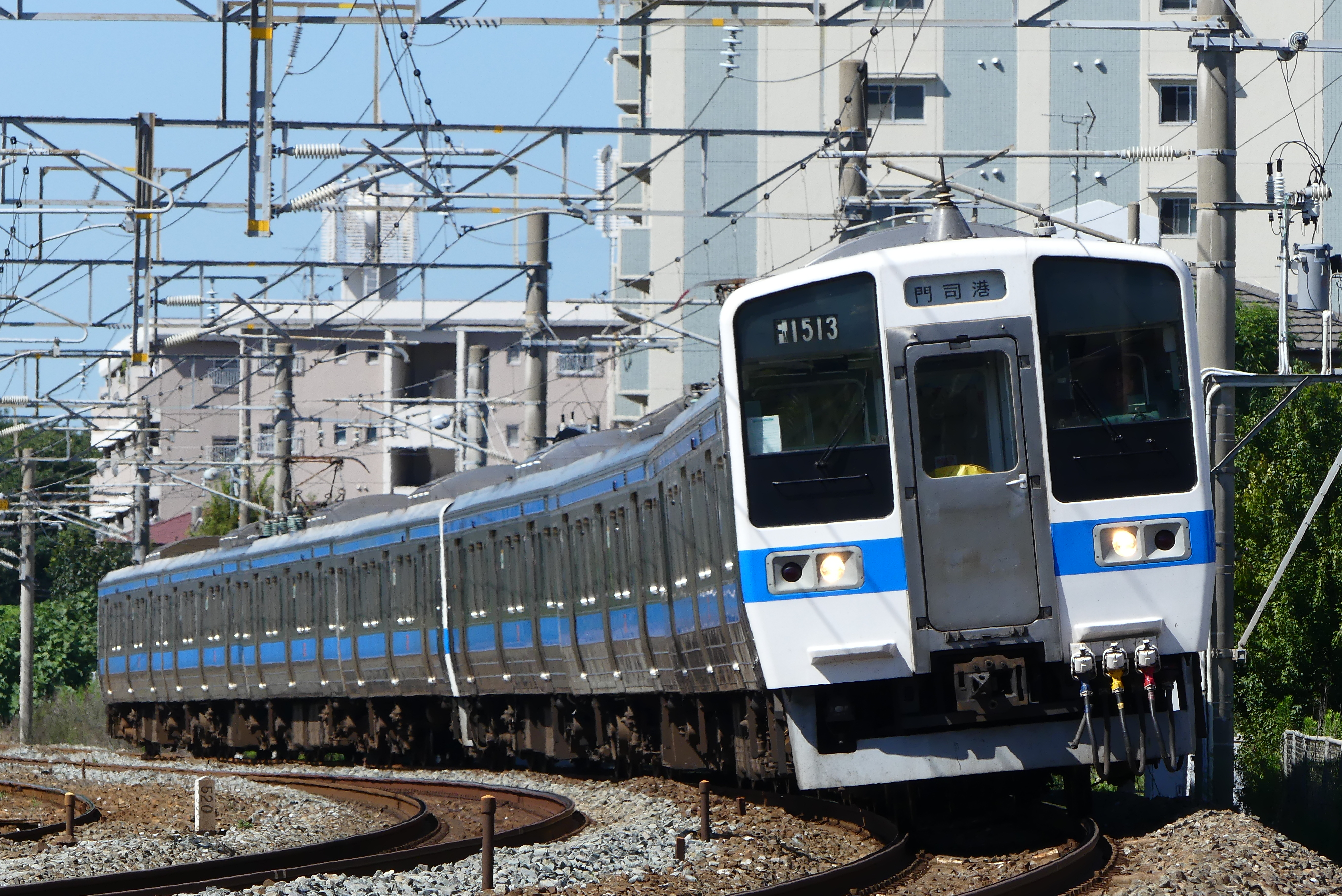
811계(모지 항 ~ 아라오)
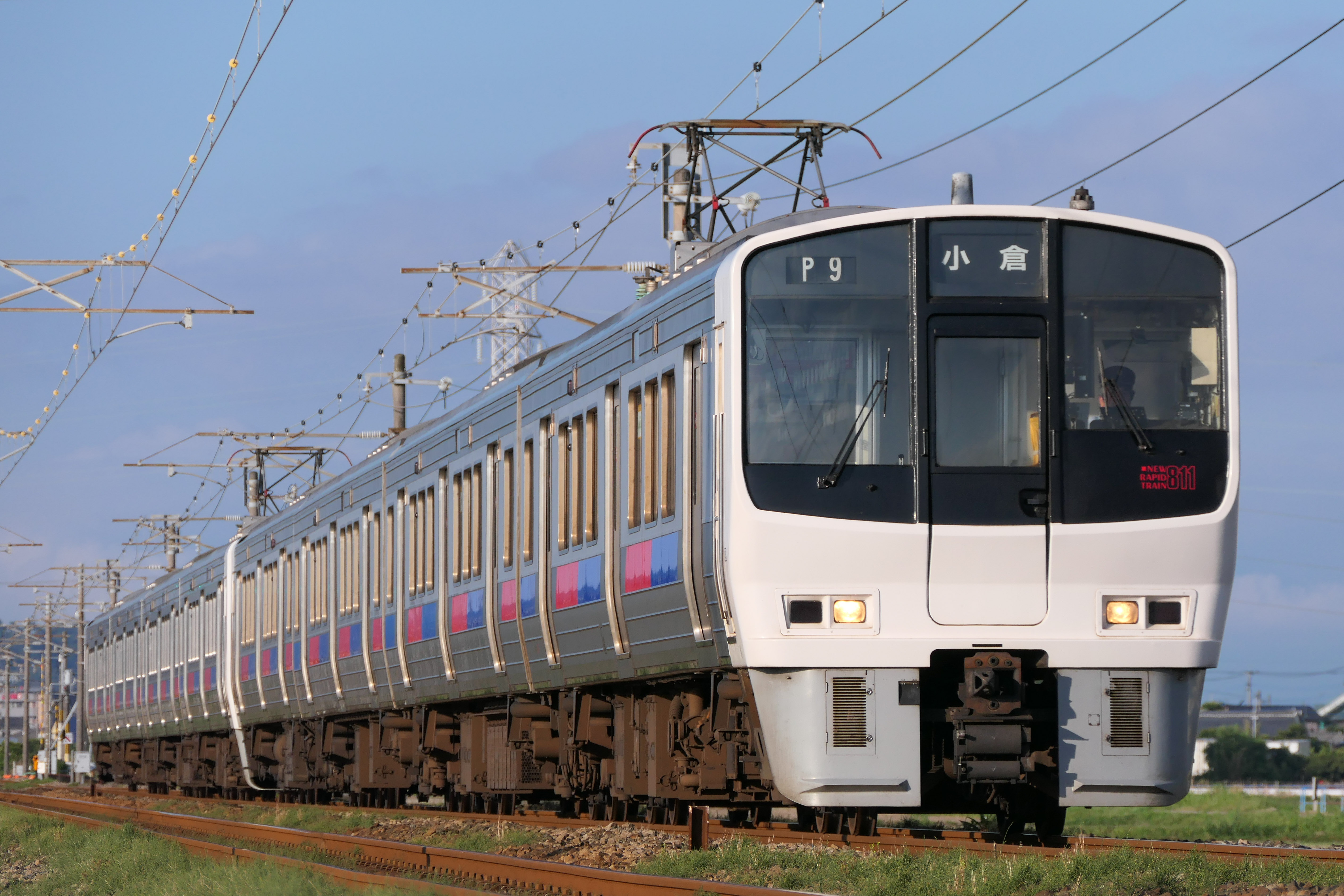
813계(모지 항 ~ 아라오)
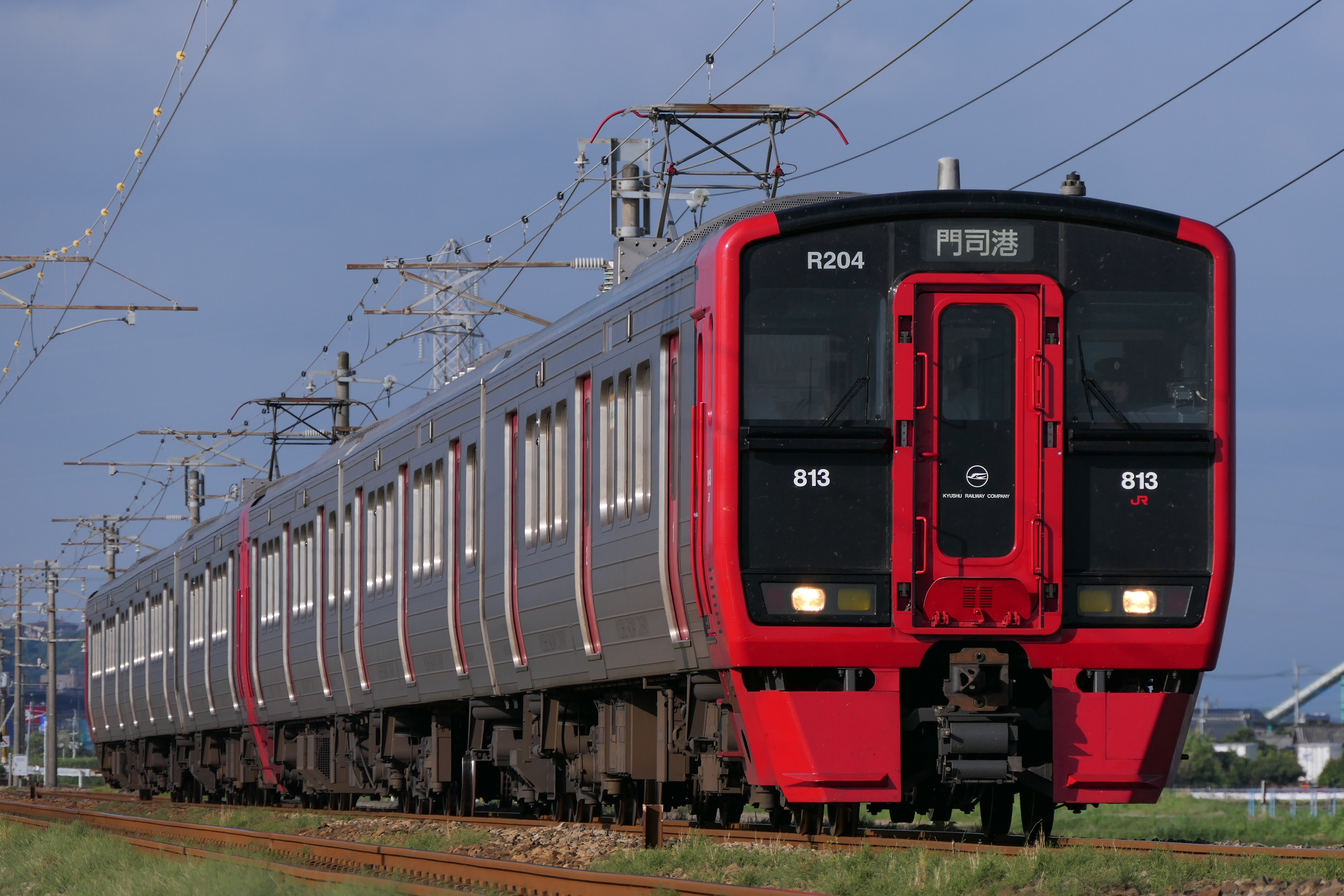
815계(도스 ~ 야쓰시로)
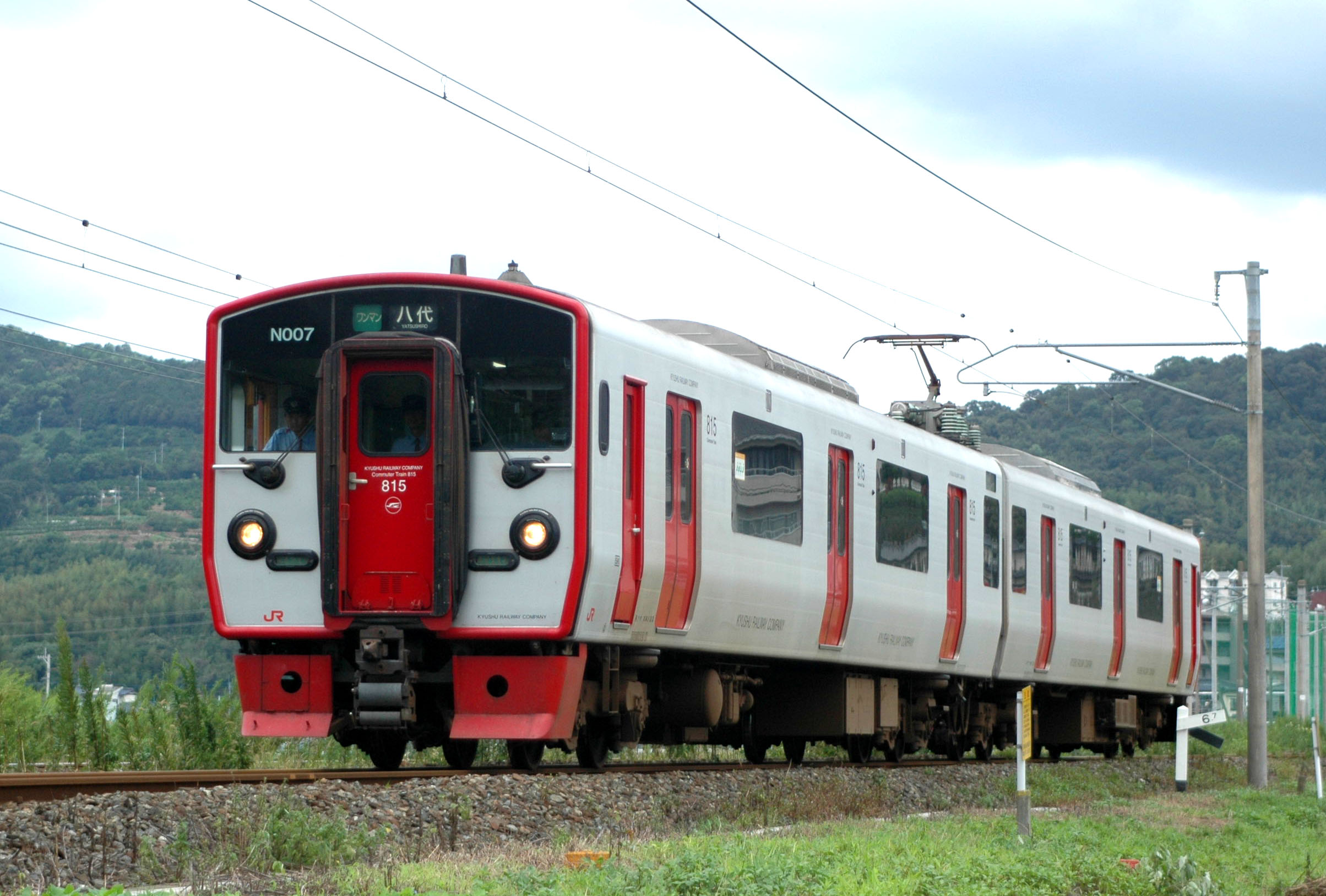
817계
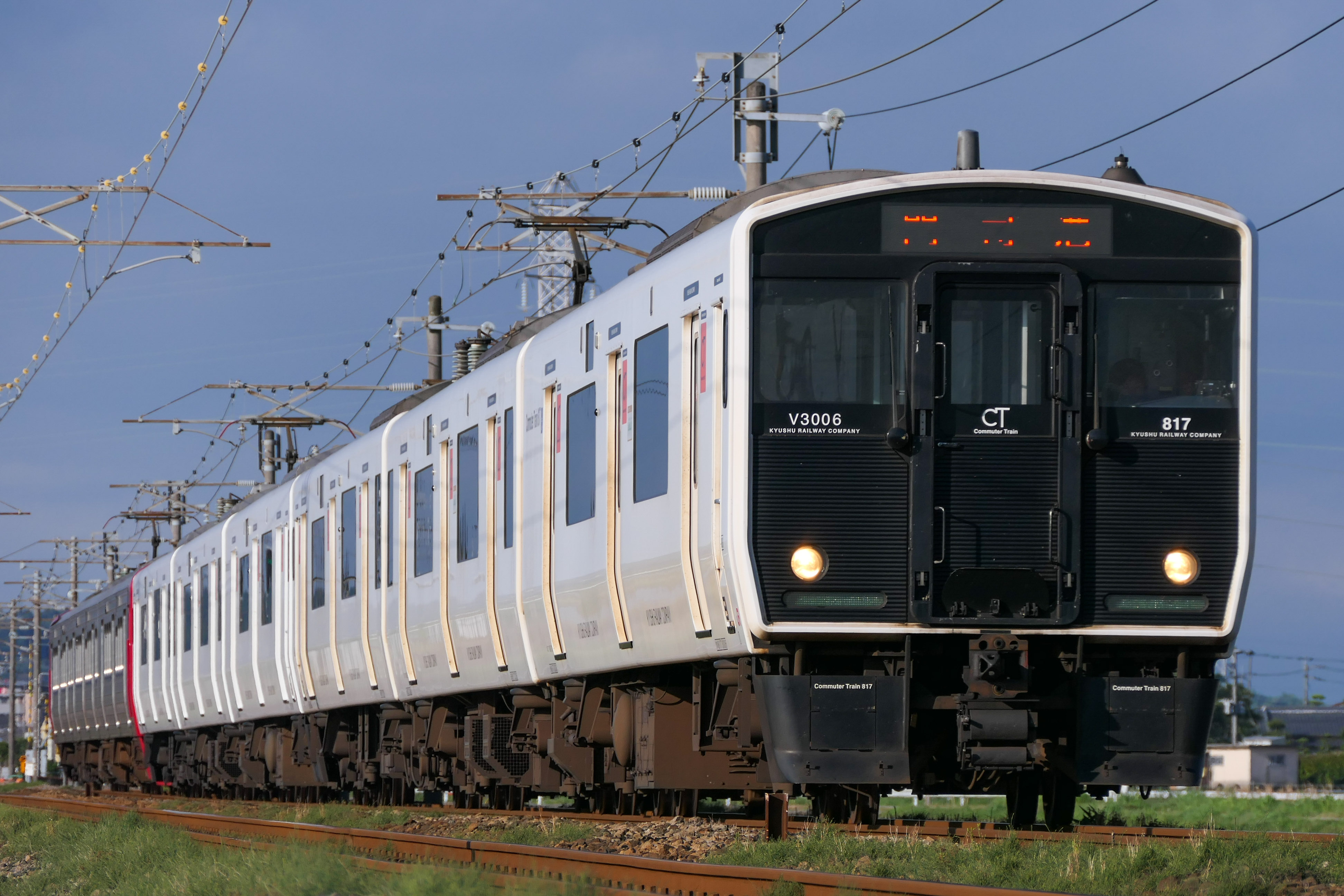
821계
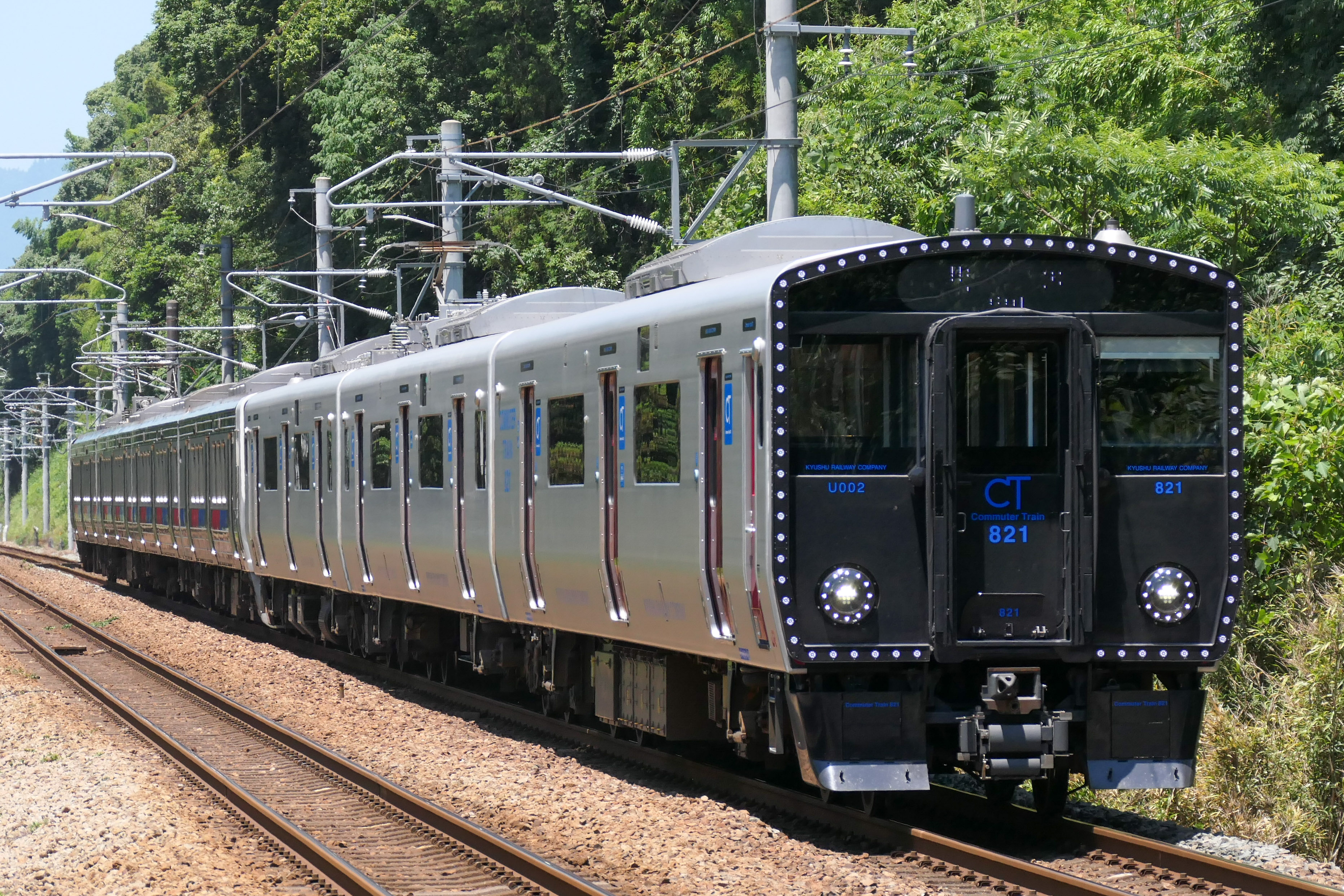
821계

- 415계
- 415계
- 811계
- 813계
- 815계
- 817계
- 821계

## 역 목록
- 범례:
  - ●: 정차
  - ▲: 일부 정차
  - │: 무정차 통과

### 후쿠오카 근교
| 역 이름                     | 일본어 이름           | 영업 거리 (km) | 보 통 | 준 쾌 속 | 쾌 속 | 접속 노선                                                      | 소재지                                                                     | 소재지                       | 소재지                                                             |
| --------------------------- | --------------------- | -------------- | ----- | -------- | ----- | -------------------------------------------------------------- | -------------------------------------------------------------------------- | ---------------------------- | ------------------------------------------------------------------ |
| 모지코                      | 門司港                | 0.0            | ●     | ●        | ●     | 헤이세이치쿠호 철도 모지코 레트로 관광선 (규슈테츠도키넨칸 역) | 후쿠오카현                                                                 | 기타큐슈시                   | 모지구                                                             |
| 고모리에                    | 小森江                | 4.0            | ●     | ●        | ●     |                                                                | 후쿠오카현                                                                 | 기타큐슈시                   | 모지구                                                             |
| 모지                        | 門司                  | 5.5            | ●     | ●        | ●     | 산요 본선 (시모노세키역까지 직결 운행)                         | 후쿠오카현                                                                 | 기타큐슈시                   | 모지구                                                             |
| 기타큐슈 화물 터미널 (화물) | 北九州 貨物ターミナル | 6.9            | │     | │        | │     |                                                                | 후쿠오카현                                                                 | 기타큐슈시                   | 모지구                                                             |
| 히가시고쿠라 (화물)         | 東小倉                | 9.4            | │     | │        | │     | 고쿠라키타구                                                   | 후쿠오카현                                                                 | 기타큐슈시                   |                                                                    |
| 고쿠라                      | 小倉                  | 11.0           | ●     | ●        | ●     | 고쿠라키타구                                                   | 후쿠오카현                                                                 | 기타큐슈시                   | 산요 신칸센, 닛포 본선 히타히코산 선, 기타큐슈 고속 철도 고쿠라 선 |
| 무라사키가와 신호장         | 紫川信号場            | -              | │     | │        | │     | 고쿠라키타구                                                   | 후쿠오카현                                                                 | 기타큐슈시                   |                                                                    |
| 니시코쿠라                  | 西小倉                | 11.8           | ●     | ●        | ●     | 고쿠라키타구                                                   | 후쿠오카현                                                                 | 기타큐슈시                   | 닛포 본선, 히타히코산 선                                           |
| 하마고쿠라 (화물)           | 浜小倉                | 13.4           | │     | │        | │     | 고쿠라키타구                                                   | 후쿠오카현                                                                 | 기타큐슈시                   |                                                                    |
| 규슈코다이마에              | 九州工大前            | 15.3           | ●     | │        | │     | 도바타구                                                       | 후쿠오카현                                                                 | 기타큐슈시                   |                                                                    |
| 도바타                      | 戸畑                  | 17.2           | ●     | ●        | ●     | 도바타구                                                       | 후쿠오카현                                                                 | 기타큐슈시                   |                                                                    |
| 에다미쓰                    | 枝光                  | 20.0           | ●     | │        | │     | 야하타히가시구                                                 | 후쿠오카현                                                                 | 기타큐슈시                   |                                                                    |
| 스페이스월드                | スペースワールド      | 21.1           | ●     | ▲        | ▲     | 야하타히가시구                                                 | 후쿠오카현                                                                 | 기타큐슈시                   |                                                                    |
| 야하타                      | 八幡                  | 22.2           | ●     | ●        | ●     | 야하타히가시구                                                 | 후쿠오카현                                                                 | 기타큐슈시                   |                                                                    |
| 구로사키                    | 黒崎                  | 24.9           | ●     | ●        | ●     | 지쿠호 전기 철도 지쿠호 전기 철도선                            | 후쿠오카현                                                                 | 기타큐슈시                   | 야하타니시구                                                       |
| 히가시오리오 신호장         | 東折尾信号場          | 26.8           | │     | │        | │     |                                                                | 후쿠오카현                                                                 | 기타큐슈시                   | 야하타니시구                                                       |
| 진노하루                    | 陣原                  | 27.1           | ●     | │        | │     |                                                                | 후쿠오카현                                                                 | 기타큐슈시                   | 야하타니시구                                                       |
| 오리오                      | 折尾                  | 30.1           | ●     | ●        | ●     | 지쿠호 본선 (후쿠호쿠유타카 선, 와카마쓰 선)                   | 후쿠오카현                                                                 | 기타큐슈시                   | 야하타니시구                                                       |
| 미즈마키                    | 水巻                  | 32.2           | ●     | ●        | │     |                                                                | 후쿠오카현                                                                 | 온가군                       | 미즈마키정                                                         |
| 온가가와                    | 遠賀川                | 34.3           | ●     | ●        | │     | 온가정                                                         | 후쿠오카현                                                                 | 온가군                       |                                                                    |
| 에비쓰                      | 海老津                | 39.4           | ●     | ●        | ▲     | 오카가키정                                                     | 후쿠오카현                                                                 | 온가군                       |                                                                    |
| 교이쿠다이마에              | 教育大前              | 44.6           | ●     | ●        | │     | 무나카타시                                                     | 무나카타시                                                                 |                              |                                                                    |
| 아카마                      | 赤間                  | 46.5           | ●     | ●        | ●     | 무나카타시                                                     | 무나카타시                                                                 |                              |                                                                    |
| 도고                        | 東郷                  | 50.7           | ●     | ●        | ●     | 무나카타시                                                     | 무나카타시                                                                 |                              |                                                                    |
| 히가시후쿠마                | 東福間                | 53.9           | ●     | │        | │     | 후쿠쓰시                                                       | 후쿠쓰시                                                                   |                              |                                                                    |
| 후쿠마                      | 福間                  | 56.6           | ●     | ●        | ●     | 후쿠쓰시                                                       | 후쿠쓰시                                                                   |                              |                                                                    |
| 지도리                      | 千鳥                  | 58.5           | ●     | │        | │     | 고가시                                                         | 고가시                                                                     |                              |                                                                    |
| 고가                        | 古賀                  | 60.6           | ●     | ●        | ●     | 고가시                                                         | 고가시                                                                     |                              |                                                                    |
| 시시부                      | ししぶ                | 62.0           | ●     | │        | │     | 고가시                                                         | 고가시                                                                     |                              |                                                                    |
| 신구추오                    | 新宮中央              | 63.7           | ●     | │        | │     | 가스야군 신구정                                                | 가스야군 신구정                                                            |                              |                                                                    |
| 훗코다이마에                | 福工大前              | 65.1           | ●     | ●        | ●     | 후쿠오카시                                                     | 히가시구                                                                   |                              |                                                                    |
| 규산다이마에                | 九産大前              | 68.1           | ●     | │        | │     | 후쿠오카시                                                     | 히가시구                                                                   |                              |                                                                    |
| 가시이                      | 香椎                  | 69.8           | ●     | ●        | ●     | 후쿠오카시                                                     | 히가시구                                                                   | 가시이 선                    |                                                                    |
| 지하야                      | 千早                  | 71.0           | ●     | ●        | ●     | 후쿠오카시                                                     | 히가시구                                                                   | 서일본 철도 가이즈카 선      |                                                                    |
| 지하야 조차장               | 千早操車場            | 71.3           | │     | │        | │     | 후쿠오카시                                                     | 히가시구                                                                   | 하카타 임항선 (일본화물철도) |                                                                    |
| 하코자키                    | 箱崎                  | 75.0           | ●     | │        | │     | 후쿠오카시                                                     | 히가시구                                                                   |                              |                                                                    |
| 요시즈카                    | 吉塚                  | 76.4           | ●     | ●        | ●     | 후쿠오카시                                                     | 사사구리 선(후쿠호쿠유타카 선)                                             | 하카타구                     |                                                                    |
| 하카타                      | 博多                  | 78.2           | ●     | ●        | ●     | 후쿠오카시                                                     | 산요 신칸센, 규슈 신칸센, 하카타미나미 선 후쿠오카 시 교통국 지하철 공항선 | 하카타구                     |                                                                    |
| 다케시타                    | 竹下                  | 80.9           | ●     | │        | │     | 후쿠오카시                                                     |                                                                            | 하카타구                     |                                                                    |
| 사사바루                    | 笹原                  | 83.3           | ●     | │        | │     | 후쿠오카시                                                     | 미나미구                                                                   |                              |                                                                    |
| 미나미후쿠오카              | 南福岡                | 84.9           | ●     | ●        | ●     | 후쿠오카시                                                     | 하카타 구                                                                  |                              |                                                                    |
| 가스가                      | 春日                  | 86.1           | ●     | │        | │     | 가스가시                                                       | 가스가시                                                                   |                              |                                                                    |
| 오노조                      | 大野城                | 87.4           | ●     | ●        | ●     | 오노조시                                                       | 오노조시                                                                   |                              |                                                                    |
| 미즈키                      | 水城                  | 88.8           | ●     | │        | │     | 오노조시                                                       | 오노조시                                                                   |                              |                                                                    |
| 다자이후 신호장             | 太宰府信号場          | 90.0           | │     | │        | │     | 다자이후시                                                     | 다자이후시                                                                 |                              |                                                                    |
| 도후로미나미                | 都府楼南              | 91.0           | ●     | │        | │     | 다자이후시                                                     | 다자이후시                                                                 |                              |                                                                    |
| 후쓰카이치                  | 二日市                | 92.4           | ●     | ●        | ●     | 지쿠시노시                                                     | 지쿠시노시                                                                 |                              |                                                                    |
| 덴파이잔                    | 天拝山                | 94.3           | ●     | │        | │     | 지쿠시노시                                                     | 지쿠시노시                                                                 |                              |                                                                    |
| 하루다                      | 原田                  | 97.9           | ●     | ●        | ●     | 지쿠시노시                                                     | 지쿠시노시                                                                 | 지쿠호 본선(하루다 선)       |                                                                    |
| 게야키다이                  | けやき台              | 99.9           | ●     | │        | │     |                                                                | 사가현                                                                     | 미야키군 기야마정            | 미야키군 기야마정                                                  |
| 기야마                      | 基山                  | 101.4          | ●     | ●        | ●     | 아마기 철도 아마기 선                                          | 사가현                                                                     | 미야키군 기야마정            | 미야키군 기야마정                                                  |
| 야요이가오카                | 弥生が丘              | 103.5          | ●     | │        | │     |                                                                | 사가현                                                                     | 도스시                       | 도스시                                                             |
| 다시로                      | 田代                  | 105.6          | ●     | │        | │     |                                                                | 사가현                                                                     | 도스시                       | 도스시                                                             |
| 도스 화물 터미널 (화물)     | 鳥栖貨物ターミナル    | 105.6          | │     | │        | │     |                                                                | 사가현                                                                     | 도스시                       | 도스시                                                             |
| 도스                        | 鳥栖                  | 106.8          | ●     | ●        | ●     | 나가사키 본선                                                  | 사가현                                                                     | 도스시                       | 도스시                                                             |
| 히젠아사히                  | 肥前旭                | 110.4          | ●     | │        | │     |                                                                | 사가현                                                                     | 도스시                       | 도스시                                                             |
| 구루메                      | 久留米                | 113.9          | ●     | ●        | ●     | 규슈 신칸센 규다이 본선 (유후코겐 선)                          | 후쿠오카 현                                                                | 구루메시                     | 구루메시                                                           |
| 아라키                      | 荒木                  | 118.8          | ●     | ●        | ●     |                                                                | 후쿠오카 현                                                                | 구루메시                     | 구루메시                                                           |
| 니시무타                    | 西牟田                | 122.6          | ●     | │        | │     | 지쿠고시                                                       | 지쿠고시                                                                   |                              |                                                                    |
| 하이누즈카                  | 羽犬塚                | 126.1          | ●     | ●        | ●     | 지쿠고시                                                       | 지쿠고시                                                                   |                              |                                                                    |
| 지쿠고후나고야              | 筑後船小屋            | 129.7          | ●     | ●        | ●     | 지쿠고시                                                       | 지쿠고시                                                                   | 규슈 신칸센                  |                                                                    |
| 세타카                      | 瀬高                  | 132.2          | ●     | ●        | ●     |                                                                | 미야마시                                                                   | 미야마시                     |                                                                    |
| 미나미세타카                | 南瀬高                | 135.2          | ●     | │        | │     |                                                                | 미야마시                                                                   | 미야마시                     |                                                                    |
| 와타제                      | 渡瀬                  | 139.1          | ●     | │        | │     |                                                                | 미야마시                                                                   | 미야마시                     |                                                                    |
| 요시노                      | 吉野                  | 141.9          | ●     | │        | │     | 오무타시                                                       | 오무타시                                                                   |                              |                                                                    |
| 긴스이                      | 銀水                  | 144.3          | ●     | │        | │     | 오무타시                                                       | 오무타시                                                                   |                              |                                                                    |
| 오무타                      | 大牟田                | 147.5          | ●     | ●        | ●     | 오무타시                                                       | 오무타시                                                                   | 서일본 철도 덴진오무타 선    |                                                                    |
| 아라오                      | 荒尾                  | 151.6          | ●     | ●        | ●     | 구마모토 방면                                                  | 구마모토현 아라오시                                                        | 구마모토현 아라오시          | 구마모토현 아라오시                                                |

### 구마모토 근교
- 오: 쾌속 슈퍼 오렌지

| 역 이름          | 일본어 이름 | 영업 거리 (km) | 보 통 | 오                 | 접속 노선                                       | 소재지     | 소재지                                                           | 소재지 |
| ---------------- | ----------- | -------------- | ----- | ------------------ | ----------------------------------------------- | ---------- | ---------------------------------------------------------------- | ------ |
| 아라오           | 荒尾        | 151.6          | ●     |                    | 하카타 방면                                     | 구마모토현 | 아라오시                                                         |        |
| 미나미아라오     | 南荒尾      | 154.8          | ●     |                    |                                                 | 구마모토현 | 아라오시                                                         |        |
| 나가스           | 長洲        | 159.4          | ●     | 다마나군 나가스정  |                                                 | 구마모토현 |                                                                  |        |
| 오노시모         | 大野下      | 164.1          | ●     | 다마나시           |                                                 | 구마모토현 |                                                                  |        |
| 다마나           | 玉名        | 168.6          | ●     | 다마나시           |                                                 | 구마모토현 |                                                                  |        |
| 히고이쿠라       | 肥後伊倉    | 172.8          | ●     | 다마나시           |                                                 | 구마모토현 |                                                                  |        |
| 고노하           | 木葉        | 176.7          | ●     | 다마나 군 교쿠토정 |                                                 | 구마모토현 |                                                                  |        |
| 다바루자카       | 田原坂      | 180.2          | ▲     | 구마모토시         |                                                 | 구마모토현 |                                                                  |        |
| 우에키           | 植木        | 184.6          | ●     | 구마모토시         |                                                 | 구마모토현 |                                                                  |        |
| 니시사토         | 西里        | 188.8          | ●     | 구마모토시         |                                                 | 구마모토현 |                                                                  |        |
| 소조다이가쿠마에 | 崇城大学前  | 191.7          | ●     | 구마모토시         |                                                 | 구마모토현 |                                                                  |        |
| 가미쿠마모토     | 上熊本      | 193.3          | ●     | 구마모토시         | 구마모토 전기 철도 기쿠치 선 구마모토 시 교통국 | 구마모토현 |                                                                  |        |
| 구마모토         | 熊本        | 196.6          | ●     | 구마모토시         | ●                                               | 구마모토현 | 규슈 신칸센, 호히 본선 구마모토 시 교통국                        |        |
| 구마모토 화물역  | 熊本        | 197.9          | │     | 구마모토시         | │                                               | 구마모토현 |                                                                  |        |
| 니시구마모토     | 西熊本      | 199.8          | ●     | 구마모토시         | │                                               | 구마모토현 |                                                                  |        |
| 가와시리         | 川尻        | 201.9          | ●     | 구마모토시         | │                                               | 구마모토현 |                                                                  |        |
| 도미아이         | 富合        | 205.3          | ●     | 구마모토시         | │                                               | 구마모토현 |                                                                  |        |
| 우토             | 宇土        | 207.5          | ●     | │                  | 미스미 선                                       | 구마모토현 | 우토시                                                           |        |
| 미쓰바세         | 松橋        | 212.3          | ●     | │                  |                                                 | 구마모토현 | 우키시                                                           |        |
| 오가와           | 小川        | 218.5          | ●     | │                  |                                                 | 구마모토현 | 우키시                                                           |        |
| 아리사           | 有佐        | 223.5          | ●     | │                  | 야쓰시로시                                      | 구마모토현 |                                                                  |        |
| 센초             | 千丁        | 227.6          | ●     | │                  | 야쓰시로시                                      | 구마모토현 |                                                                  |        |
| 신야쓰시로       | 新八代      | 229.5          | ●     | │                  | 야쓰시로시                                      | 구마모토현 | 규슈 신칸센                                                      |        |
| 야쓰시로         | 八代        | 232.3          | ●     | ●                  | 야쓰시로시                                      | 구마모토현 | 히사쓰 선(에비노 고원선) 히사쓰 오렌지 철도 히사쓰 오렌지 철도선 |        |

### 가고시마 근교
- 선로 구분 범례
  - ∥: 복선
  - ∨: 여기까지 복선
  - ∧: 여기부터 복선
  - ◇: 단선, 교행 가능함
  - ｜: 단선, 교행 불가능함

| 역 이름              | 일본어 이름           | 영업 거리 (km) | 모지코 기점 (km) | 쾌 속 | 선로 구분 | 접속 노선                                           | 소재지     | 소재지                                                |
| -------------------- | --------------------- | -------------- | ---------------- | ----- | --------- | --------------------------------------------------- | ---------- | ----------------------------------------------------- |
| 센다이               | 川内                  | 0.0            | 349.2            | ●     | ◇         | 규슈 신칸센 히사쓰 오렌지 철도 히사쓰 오렌지 철도선 | 가고시마현 | 사쓰마센다이시                                        |
| 구마노조             | 隈之城                | 2.6            | 351.8            | │     | ◇         |                                                     | 가고시마현 | 사쓰마센다이시                                        |
| 고반차야             | 木場茶屋              | 5.7            | 354.9            | │     | ∧         |                                                     | 가고시마현 | 사쓰마센다이시                                        |
| 구시키노             | 串木野                | 12.0           | 361.2            | ●     | ∨         | 이치키쿠시키노시                                    | 가고시마현 |                                                       |
| 가미무라가쿠엔마에   | 神村学園前            | 14.2           | 363.4            | │     | │         | 이치키쿠시키노시                                    | 가고시마현 |                                                       |
| 이치키               | 市来                  | 16.6           | 365.8            | │     | ◇         | 이치키쿠시키노시                                    | 가고시마현 |                                                       |
| 유노모토             | 湯之元                | 20.4           | 369.6            | │     | ◇         | 히오키시                                            | 가고시마현 |                                                       |
| 히가시이치키         | 東市来                | 22.9           | 372.1            | │     | ∧         | 히오키시                                            | 가고시마현 |                                                       |
| 이주인               | 伊集院                | 28.8           | 378.0            | ●     | ∥         | 히오키시                                            | 가고시마현 |                                                       |
| 사쓰마마쓰모토       | 薩摩松元              | 34.1           | 383.3            | │     | ∥         | 가고시마시                                          | 가고시마현 |                                                       |
| 가미이주인           | 上伊集院              | 36.5           | 385.7            | │     | ∥         | 가고시마시                                          | 가고시마현 |                                                       |
| 히로키               | 広木                  | 41.5           | 390.7            | │     | ∥         | 가고시마시                                          | 가고시마현 |                                                       |
| 가고시마추오         | 鹿児島中央            | 46.1           | 395.3            | ●     | ∥         | 가고시마시                                          | 가고시마현 | 규슈 신칸센, 이부스키마쿠라자키 선 가고시마 시 교통국 |
| 가고시마             | 鹿児島                | 49.3           | 398.5            |       | ∨         | 가고시마시                                          | 가고시마현 | 닛포 본선 가고시마 시 교통국                          |
| 가고시마 화물 터미널 | 鹿児島 貨物ターミナル | 49.3           | 398.5            |       |           | 가고시마시                                          | 가고시마현 |                                                       |